# Shantel
Shantel, nume real Stefan Hantel (n. 2 martie 1968, Mannheim, RFG) este un artist german cu origini în Bucovina. Părinții lui au fost germani din Bucovina care au emigrat.
Shantel este cunoscut pentru remixarea muzicii tradiționale din regiunea balcanilor, cel mai adesea cu origini țigănești.
Cel mai memorabil pasaj este cel denumit „Bucovina”, care a fost apoi copiat și adaptat de mai mulți disk-jockei.
Shantel a fost primul artist german care a câștigat trofeul BBC World Music Award, cel mai important premiu in domeniul muzicii world.

## Discografie
- Club Guerilla - 1995
- Disko Partizani - 2007; Disko Partizani conține 14 melodii, a căror muzică este compusă în totalitate de către Shantel. Acesta este de fapt și noutatea pe care o aduce materialul față de ultimele CD-uri ale artistului – originalitatea.[judecată de valoare]
- Planet Paprika - 2009; Planet Paprika conține 13 melodii.